# Wonderland (album de McFly)
Pour les articles homonymes, voir Wonderland.
Albums de McFly
Room on the 3rd Floor
(2004) Motion in the Ocean
(2006)
Wonderland est le 2e album du groupe anglais McFly, sorti en 2005
Ce fut un succès, vendant plus de 300 000 exemplaires au Royaume-Uni et il a été certifié disque de platine, mais s'est vendu moins bien que l'album précédent.

## Pistes
1. I'll be Ok
2. I've Got You
3. Ultraviolet
4. The Ballad of Paul K
5. I Wanna Hold You
6. Too Close for Comfort
7. All About You
8. She Falls Asleep, Pt. 1
9. She Falls Asleep, Pt. 2
10. Don't Know Why
11. Nothing
12. Memory Lane

## Chart performance
| Chart (2005)                           | Meilleure position |
| -------------------------------------- | ------------------ |
| UK Albums Chart                        | 1                  |
| Irish Albums Chart                     | 11                 |
| U.S. Billboard European Top 100 Albums | 9                  |
| World Albums Top 40                    | 32                 |